# Walerian Domański
Walerian Domański (ur. 1 lipca 1943 w Wyksie, w ówczesnym ZSRR) – polski pisarz (poeta i prozaik), rysownik satyryczny. W latach 80. działacz NSZZ „Solidarność”.

## Życiorys
Do Polski przyjechał wraz z rodzicami w 1946. Wychowywał się w Pieszycach, a do liceum uczęszczał w Dzierżoniowie. W 1967 ukończył studia na Wydziale Budownictwa Lądowego Politechniki Wrocławskiej.
Pracował jako kierownik w Świdnickim Przedsiębiorstwie Budownictwa Ogólnego (1973-1980), gdzie w 1980 uczestniczył w strajku i został współzałożycielem zakładowej „Solidarności”. Był redaktorem Biuletynu MKK Dzierżoniów, członkiem zarządu regionu Dolny Śląsk „Solidarności" i delegatem na pierwszy Krajowy Zjazd „S" w 1981. Po wprowadzeniu w Polsce stanu wojennego na krótko aresztowany (15-17 grudnia 1981). W okresie 1981-1986 działał jako redaktor, drukarz i kolporter wydawnictw podziemnych w okolicach Dzierżoniowa. Od 1986 na emigracji w USA, gdzie działał w środowisku Solidarności Polonijnej w Chicago i Detroit. W 1987 wstąpił do antykomunistycznej organizacji POMOST w Detroit i brał udział w cotygodniowych audycjach radiowych. W 1994 ukończył geotechnikę na Wayne State University. Mieszka w Rochester Hills.
Autor Fabryki dymu, (wyd. Wrocław 2013, ISBN 978-83-935330-7-7) oraz Klasa robotnicza rządzi (wyd. Wrocław 2014, ISBN 978-83-64195-05-1). W języku angielskim wydał „The Dog Called Hitler" (2014, ISBN 978-83-64195-09-9). Jego wiersze, opowiadania i rysunki satyryczne ukazują się w prasie polonijnej. Współpracuje z czasopismami: "Tygodnik Polski" (Polish Weekly) oraz "Polski Czas" (Polish Times) w Detroit. W 2015 wydał nakładem własnym książkę pt. Sexy Little Girls from the Big Village (wydanie polskie pod tytułem Male dziewczynki z dużej wsi, styczeń 2016). W 2017 ukazał się jego zbiór opowiadań „Barykada" (o powstaniu warszawskim).
Jego rysunki były wielokrotnie nagradzane i pokazywane na szeregu wystawach w Polsce i Europie. Za swoje opowiadania nagrodzony m.in. w konkursie Friends of Polish Arts Detroit (2013 - III miejsce, 2014 - II miejsce, 2015 - I miejsce). W 2015 otrzymał stypendium literackie Kresge Arts w Detroit. We wrześniu 2016 został przyjęty do PEN America.